# ミツ・ヒライ
ミツ・ヒライ（1943年2月15日 -2003年10月28日 ）は、日本のプロレスラー。兵庫県神戸市出身。本名：平井 光明（ひらい みつあき）。
息子の平井伸和もプロレスラー。

## 来歴
1958年に日本プロレスに入門、1964年にアメリカに遠征しテネシーではトージョー・ヤマモトとのコンビでテネシー地区世界タッグを獲得している。1969年にはシンガポールに遠征しフジ・シンタロー（富士幸太郎）のリングネームで活躍した。
1970年のNWAタッグリーグ戦ではジャイアント馬場とチームを組んで出場。日本プロレスの崩壊の後に全日本プロレスに移籍し（正式には、1976年3月31日までは日本テレビと3年契約を結んだ上、全日本へ派遣されていた。同年4月1日付で全日本正式所属選手となる）、1978年8月27日に現役を引退した。
現役時代は、ドロップキックの名手として知られた。『神様』ことカール・ゴッチと対戦したこともある。
息子の伸和が地元神戸での全日本プロレスの興行に参戦した2001年6月、初めて息子の観戦に訪れプロレス誌にもその模様が記載された。その後、2003年1月全日本プロレス大阪大会でも観戦。
2003年10月28日、心不全のため60歳で死去した。

## 得意技
- ドロップキック
- 回転エビ固め
- 逆エビ固め
- 逆羽交い締め

## 脚註
1. ↑  「ミツ・ヒライ」　思い出のレスラーたち プロレス爆裂地帯 2010年3月23日参照